# Sint-Michaëlkerk (Eikske)
De Sint-Michaëlkerk was een kerkgebouw in Eikske in de gemeente Landgraaf in de Nederlandse provincie Limburg. De kerk stond aan de De Wendelstraat. Aan de noordzijde van de kerk lag er een kerkhof en naast de kerk staat de pastorie.
De kerk werd gewijd aan Sint-Michaël.

## Geschiedenis
In 1949 werd er een noodkerk in gebruik genomen voor de nieuwe parochie H. Aartsengel Michaël.
Op 19 juni 1955 werd de eerste steen gelegd en begon de bouw naar het ontwerp van Jozef Fanchamps.
Op 16 juni 1956 werd de kerk ingezegend.
Per 1 juli 2012 werd de kerk een slapende kerk, wat inhoudt dat er geen standaard weekenddiensten gehouden worden, maar dat de kerk wel nog gebruikt kan worden voor speciale gelegenheden, zoals doopvieringen, huwelijken en uitvaarten.
In 2021 werden plannen bekendgemaakt om de kerk te slopen en te vervangen door zorgwoningen.
Op 20 december 2022 hebben de klokken voor het laatst geluid, toen is de toren gesloopt. De rest van de kerk was al eerder na jaren leegstand en betonrot afgebroken.

## Opbouw
Het niet-georiënteerde gebouw bestaat uit een narthex, een driebeukig schip onder halfronde schaaldaken in basilicale opstand en een koor met één schaaldak. Ook de zijbeuken hebben schaaldaken. De kerk is opgetrokken in beton, baksteen en breuksteen. Naast de kerk staat een campanile.

## Fotogalerij

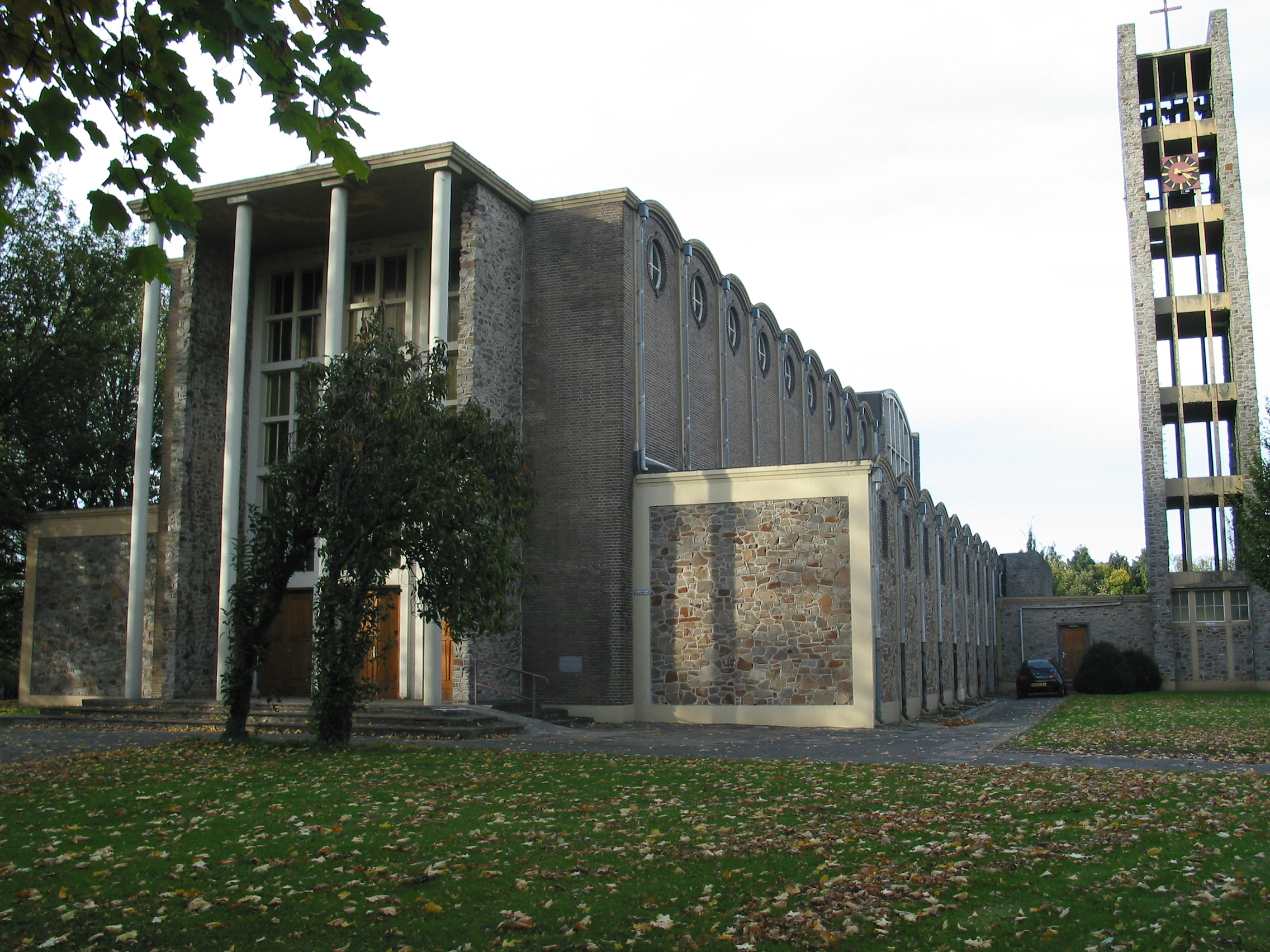
De kerk in 2006
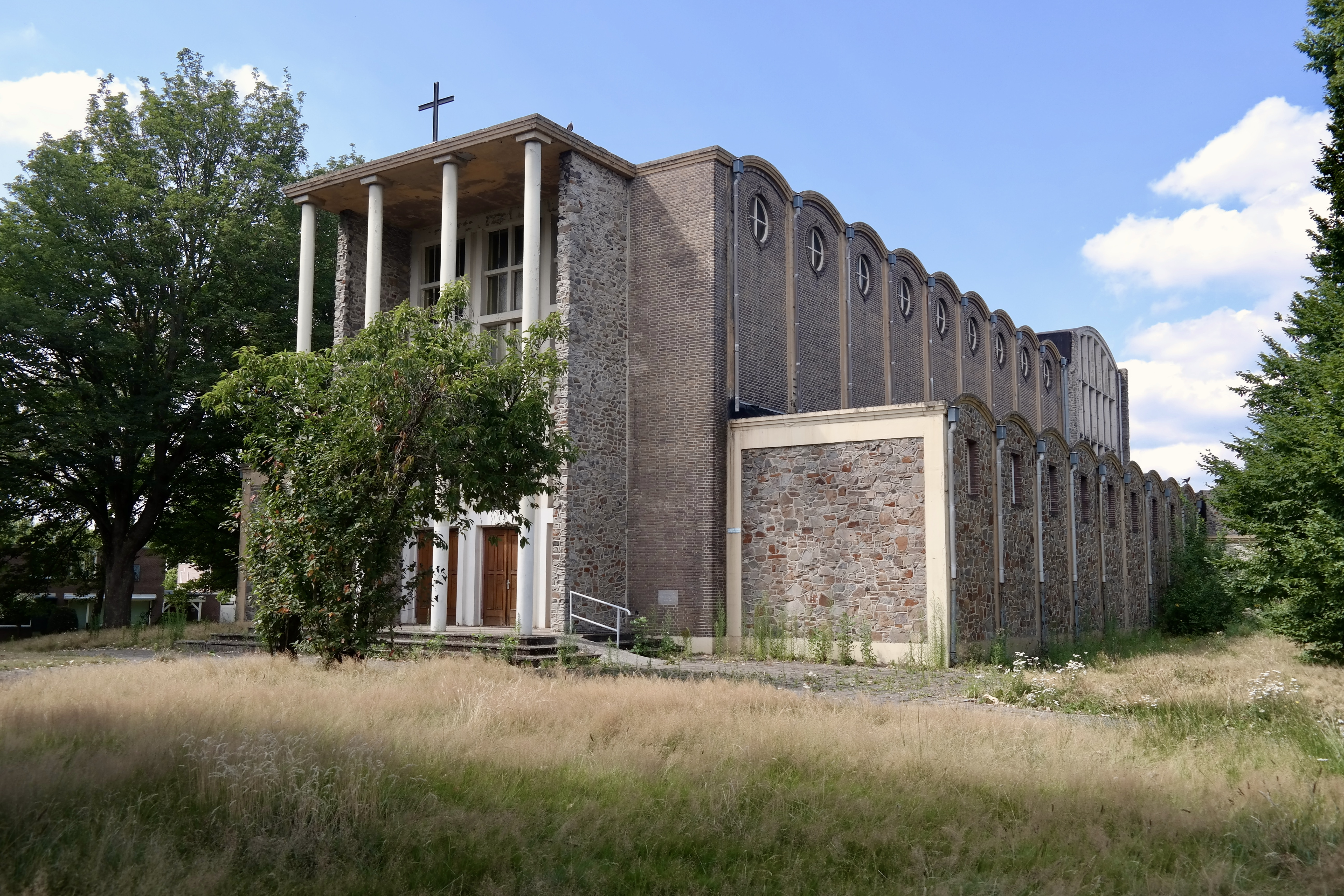
De kerk in 2022